# Giuseppe Tomasi di Lampedusa
Giuseppe Tomasi di Lampedusa, född 23 december 1896 i Palermo, död 23 juli 1957 i Rom, var en italiensk författare och furste av Lampedusa. Han är känd för sin roman Leoparden, utgiven postumt 1958.

## Biografi
Tomasi di Lampedusa tillhörde en gammal siciliansk adelssläkt, och var son till furst Giulio Maria Tomasi di Lampedusa och furstinnan Beatrice Mastrogiovanni Tasca Filangeri di Cutó samt kusin till poeten Lucio Piccolo och Fulco Santostefano della Cerda, hertig av Verdura (1898–1978, smyckekonstnär och juvelerare). Han vigdes i Riga den 24 augusti 1932 med baronessan Alessandra ”Licy” von Wolff-Stomersee (född 27 november 1894 i Nice, död i Palermo 22 juni 1982), dotter till den tysk-baltiske baron Boris von Wolff-Stomersee och den italienska sångerskan Alice Barbi.[källa behövs]
Han var officer och privatlärd.

## Författarskap
Lampedusa har skrivit romanen Leoparden (Il Gattopardo) vilken utgavs postumt 1958 och som senare filmades av Luchino Visconti. Postumt har också hans föreläsningar över Stendhal utgivits, liksom de tre noveller som tillsammans med ett självbiografiskt fragment ingår i boken Sirenen och andra berättelser.

## Adelstitel
Giuseppe Tomasi di Lampedusas fullständiga titel var:
Don Giuseppe Tomasi, 11:e furste av Lampedusa, 12:e hertig av Palma, baron av Montechiaro, baron av la Torretta och grand av Spanien av första klassen

## Eftermäle
Asteroiden 14846 Lampedusa är uppkallad efter honom.

## Fotnoter
1. 1 2  Encyclopædia Britannica, Encyclopædia Britannica Online-ID: biography/Giuseppe-Tomasi-di-Lampedusatopic/Britannica-Online, läst: 9 oktober 2017.[källa från Wikidata]
2. 1 2  SNAC, SNAC Ark-ID: w6x66djp, läst: 9 oktober 2017.[källa från Wikidata]
3. ↑  Find a Grave, Find A Grave-ID: 11227542, läst: 9 oktober 2017.[källa från Wikidata]
4. 1 2  arkiv Storico Ricordi, Archivio Storico Ricordi person-ID: 12828, läst: 3 december 2020.[källa från Wikidata]
5. ↑  Babelio, Babelio författar-ID: 10715, läst: 9 oktober 2017.[källa från Wikidata]
6. ↑  Sir David Gilmour, The Last Leopard : A life of Giuseppe Tomasi di Lampedusa, första utgåvan, Pantheon Books, 1988, s. 158, ISBN 0-679-40183-0.[källa från Wikidata]
7. ↑  Libris, Kungliga biblioteket, 15 oktober 2012, Libris-URI: 31fhj1xm2mvsnw8, läst: 24 augusti 2018.[källa från Wikidata]
8. 1 2  abART, abART person-ID: 31699, läst: 1 april 2021.[källa från Wikidata]
9. ↑  Sir David Gilmour, The Last Leopard : A life of Giuseppe Tomasi di Lampedusa, första utgåvan, Pantheon Books, 1988, s. 63, ISBN 0-679-40183-0.[källa från Wikidata]
10. 1 2 3  Nationalencyklopedin, Giuseppe Tomasi di Lampedusa (hämtad 2022-10-04) [inloggning kan krävas]
11. ↑  ”TOMASI DI LAMPEDUSA”. www.genmarenostrum.com. http://www.genmarenostrum.com/pagine-lettere/letterat/Tomasi%20di%20Lampedusa.htm. Läst 4 oktober 2022.
12. ↑  ”Minor Planet Center 14846 Lampedusa” (på engelska). Minor Planet Center. https://www.minorplanetcenter.net/db_search/show_object?object_id=14846. Läst 21 juli 2024.